# 卡瓦莱尔 (北达科他州)
卡瓦莱尔（英語：Cavalier）是美国北达科他州下属的一座城市。根据2020年美國人口普查，该市有人口1,246人。2022年估计该市有人口1,242人。